# Indianapolis 500 2008
Indianapolis 500 2008 – 92. edycja wyścigu rozegranego na torze Indianapolis Motor Speedway odbyła się 25 maja 2008 roku w ramach serii IndyCar. Udział w nim wzięło 33 kierowców z 10 krajów.

## Ustawienie na starcie
| Linia | Wewnątrz | Wewnątrz              | Na środku | Na środku            | Na zewnątrz | Na zewnątrz      |
| ----- | -------- | --------------------- | --------- | -------------------- | ----------- | ---------------- |
| 1     | 9        | Scott Dixon           | 10        | Dan Wheldon (W)      | 6           | Ryan Briscoe     |
| 2     | 3        | Hélio Castroneves (W) | 7         | Danica Patrick       | 11          | Tony Kanaan      |
| 3     | 26       | Marco Andretti        | 4         | Vítor Meira          | 27          | Hideki Mutō (R)  |
| 4     | 20       | Ed Carpenter          | 12        | Tomas Scheckter      | 99          | Townsend Bell    |
| 5     | 06       | Graham Rahal (R)      | 14        | Darren Manning       | 18          | Bruno Junqueira  |
| 6     | 02       | Justin Wilson (R)     | 15        | Buddy Rice (W)       | 22          | Davey Hamilton   |
| 7     | 16       | Alex Lloyd (R)        | 17        | Ryan Hunter-Reay (R) | 24          | John Andretti    |
| 8     | 67       | Sarah Fisher          | 8         | Will Power (R)       | 41          | Jeff Simmons     |
| 9     | 5        | Oriol Servià (R)      | 33        | E.J. Viso (R)        | 23          | Milka Duno       |
| 10    | 19       | Mario Moraes (R)      | 36        | Enrique Bernoldi (R) | 34          | Jaime Camara (R) |
| 11    | 2        | A.J. Foyt IV          | 91        | Buddy Lazier (W)     | 25          | Marty Roth       |

- (W) = wygrał w przeszłości Indianapolis 500
- (R) = pierwszy start w Indianapolis 500

Nie zakwalifikowali się:

#44  Max Papis

#88  Phil Giebler

#96  Mario Domínguez

#98  Roger Yasukawa

## Wyścig
| P                                                                                   | Start | Nr | Kierowca             | Okrążeń | NP  | Czas/Powód wycofania | Zespół                                       | Punkty |
| ----------------------------------------------------------------------------------- | ----- | -- | -------------------- | ------- | --- | -------------------- | -------------------------------------------- | ------ |
| 1                                                                                   | 1     | 9  | Scott Dixon          | 200     | 115 | 3:28:57.6792         | Target Chip Ganassi                          | 50+3   |
| 2                                                                                   | 8     | 4  | Vítor Meira          | 200     | 12  | +1.7498              | Panther Racing                               | 40     |
| 3                                                                                   | 7     | 26 | Marco Andretti       | 200     | 15  | +2.3127              | Andretti Green Racing                        | 35     |
| 4                                                                                   | 4     | 3  | Helio Castroneves    | 200     | 0   | +6.2619              | Penske Racing                                | 32     |
| 5                                                                                   | 10    | 20 | Ed Carpenter         | 200     | 3   | +6.5505              | Vision Racing                                | 30     |
| 6                                                                                   | 20    | 17 | Ryan Hunter-Reay (R) | 200     | 0   | +6.9894              | Rahal Letterman Racing                       | 28     |
| 7                                                                                   | 9     | 27 | Hideki Mutō (R)      | 200     | 0   | +7.8768              | Andretti Green Racing                        | 26     |
| 8                                                                                   | 17    | 15 | Buddy Rice           | 200     | 8   | +8.8798              | Dreyer & Reinbold Racing                     | 24     |
| 9                                                                                   | 14    | 14 | Darren Manning       | 200     | 0   | +9.2019              | A.J. Foyt Enterprises                        | 22     |
| 10                                                                                  | 12    | 99 | Townsend Bell        | 200     | 0   | +9.4567              | Dreyer & Reinbold Racing                     | 20     |
| 11                                                                                  | 25    | 5  | Oriol Servià (R)     | 200     | 0   | +22.4966             | KV Racing Technology                         | 19     |
| 12                                                                                  | 2     | 10 | Dan Wheldon          | 200     | 30  | +30.7090             | Target Chip Ganassi                          | 18     |
| 13                                                                                  | 23    | 8  | Will Power (R)       | 200     | 0   | +31.6666             | KV Racing Technology                         | 17     |
| 14                                                                                  | 18    | 22 | Davey Hamilton       | 200     | 0   | +32.0084             | Vision Racing                                | 16     |
| 15                                                                                  | 29    | 36 | Enrique Bernoldi (R) | 200     | 0   | +32.1075             | Conquest Racing                              | 15     |
| 16                                                                                  | 21    | 24 | John Andretti        | 199     | 0   | +1 okrążenie         | Roth Racing                                  | 14     |
| 17                                                                                  | 32    | 91 | Buddy Lazier         | 195     | 0   | +5 okrążeń           | Hemelgarn Racing                             | 13     |
| 18                                                                                  | 28    | 19 | Mario Moraes (R)     | 194     | 3   | +6 okrążeń           | Dale Coyne Racing                            | 12     |
| 19                                                                                  | 27    | 23 | Milka Duno           | 185     | 0   | +15 okrążeń          | Dreyer & Reinbold Racing                     | 12     |
| 20                                                                                  | 15    | 18 | Bruno Junqueira      | 184     | 2   | +16 okrążeń          | Dale Coyne Racing                            | 12     |
| 21                                                                                  | 31    | 2  | A.J. Foyt IV         | 180     | 0   | +20 okrążeń          | Vision Racing                                | 12     |
| 22                                                                                  | 5     | 7  | Danica Patrick       | 171     | 0   | Wypadek w boksie     | Andretti Green Racing                        | 12     |
| 23                                                                                  | 3     | 6  | Ryan Briscoe         | 171     | 0   | Wypadek w boksie     | Penske Racing                                | 12     |
| 24                                                                                  | 11    | 12 | Tomas Scheckter      | 156     | 0   | Półoś                | Luczo-Dragon Racing                          | 12     |
| 25                                                                                  | 19    | 16 | Alex Lloyd (R)       | 151     | 0   | Wypadek              | Rahal Letterman Racing i Target Chip Ganassi | 10     |
| 26                                                                                  | 26    | 33 | E.J. Viso (R)        | 139     | 0   | Skrzynia biegów      | HVM Racing                                   | 10     |
| 27                                                                                  | 16    | 02 | Justin Wilson (R)    | 132     | 0   | Wypadek              | Newman/Haas/Lanigan Racing                   | 10     |
| 28                                                                                  | 24    | 41 | Jeff Simmons         | 112     | 0   | Wypadek              | A.J. Foyt Enterprises                        | 10     |
| 29                                                                                  | 6     | 11 | Tony Kanaan          | 105     | 12  | Wypadek              | Andretti Green Racing                        | 10     |
| 30                                                                                  | 22    | 67 | Sarah Fisher         | 103     | 0   | Wypadek              | Sarah Fisher Racing                          | 10     |
| 31                                                                                  | 30    | 34 | Jaime Camara (R)     | 79      | 0   | Wypadek              | Conquest Racing                              | 10     |
| 32                                                                                  | 33    | 25 | Marty Roth           | 59      | 0   | Wypadek              | Roth Racing                                  | 10     |
| 33                                                                                  | 13    | 06 | Graham Rahal (R)     | 36      | 0   | Wypadek              | Newman/Haas/Lanigan Racing                   | 10     |
| P                                                                                   | Start | Nr | Kierowca             | Okrążeń | NP  | Czas/Powód wycofania | Zespół                                       | Punkty |
| Zmiany na prowadzeniu: 18 pomiędzy 9 kierowcami                                     |       |    |                      |         |     |                      |                                              |        |
| Neutralizacje: 8 (69 okrążeń)                                                       |       |    |                      |         |     |                      |                                              |        |
| Wszystkie samochody w konfiguracji: nadwozie Dallara, silnik Honda, opony Firestone |       |    |                      |         |     |                      |                                              |        |
| *NP – liczba okrążeń na prowadzeniu                                                 |       |    |                      |         |     |                      |                                              |        |